# Station Końskowola
Station Końskowola is een spoorwegstation in de Poolse plaats Końskowola.